# John Russell (pasteur)
 (avril 2015).
Si vous disposez d'ouvrages ou d'articles de référence ou si vous connaissez des sites web de qualité traitant du thème abordé ici, merci de compléter l'article en donnant les références utiles à sa vérifiabilité et en les liant à la section « Notes et références ».
Pour les articles homonymes, voir Russell et John Russell.
John Russell, dit Jack Russell, né le 21 décembre 1795 et mort le 28 avril 1883, est un pasteur anglais. Il crée la race de chien qui porte son nom, le Jack Russell terrier.

## Biographie
À côté de ses activités religieuses, il nourrit une passion pour la chasse aux renards et l'élevage des chiens destinés à cette fin. On raconte que le premier terrier de John Russell, « Trump » (qu'il obtient en 1819), est la souche de sa lignée de terriers,.
Dans l’optique de sa passion pour la chasse à courre, il élève ses propres chiens, des terriers qui n’ont à l’époque que le nom de « Fox » (renard en anglais). Partant de son élevage personnel et pour se montrer plus performant encore dans cette traque qui exige des chiens fins, courageux et tenaces parfaitement adaptés à la traque du renard dans les galeries, le révérend Russell sélectionne des sujets parfaitement adaptés à cette tâche, aussi bien en termes de physique que de caractère. Il procède ainsi à de nombreux croisements avec d’autres races de terriers d’utilité à la robe unicolore ou panachée. En quelques décennies il donne naissance à sa propre lignée qui prit logiquement son nom.   
John Russell fait en sorte de préserver le caractère originel de sa lignée de Fox-terrier, dont l'élevage est tourné exclusivement vers le but de la chasse. Le terrier que nous connaissons aujourd'hui comme le terrier Jack Russell, présente de ce fait de fortes similitudes avec le Fox-Terrier d'avant 1900.
John Russell est l'un des membres fondateurs du Kennel Club anglais en 1873. En 1874, il est juge officiel pour la reconnaissance du premier Fox-Terrier reconnu par le Kennel Club. Bien qu’il soit un membre éminent du club, John Russell s'est toujours abstenu de présenter ses propres chiens, les Russell-Terrier, pour une reconnaissance, pensant que les épreuves de beauté finissent toujours par pousser les éleveurs à s’éloigner des caractéristiques fonctionnelles au profit de l’esthétique. 